# Ванмехелен, Кун
Кун Ванмехелен (нидерл. Koen Vanmechelen, 1965, Синт-Трёйден, Бельгия) — современный бельгийский художник. Его наиболее известным проектом является «Cosmopolitan Chicken Project», который был представлен в основном проекте Третьей московской биеннале современного искусства в 2009.

## Творчество
Кун Ванмехелен работает в различных медиа: его работы варьируются от живописи и фотографии до видео, инсталляций, работ в стекле и деревянной скульптуры. Курица и яйцо стали важным символом, позволившим художнику соединить научные, политические, философские и этические вопросы. До начала своего всеобъемлющего проекта — «Cosmopolitan Chicken Project», Ванмехелен создавал деревянные конструкции, ассамбляжи, клетки для птиц.
«Cosmopolitan Chicken Project» — продолжительный проект по скрещиванию разных национальных пород кур. Скрещивание выступает как объединение динамичной, плодородной и творческой жизни и совместного проживания разных рас.
Официально история проекта началась в 2000, во фламандской деревне на границе Бельгии и Франции. Как участник выставки «Storm Centers» (куратор Jan Hoet), Кун Ванмехелен представил гибрид бельгийской курицы «Mechelse Koekoek» и французской породы «Poulet de Bresse». Потомство, названное «Mechelse Bresse’s», было скрещено с типичной английской породой «English Redcap»; это произошло в 2000 во время групповой выставки «A Shot in the Head» («Выстрел в голову») в Lisson Gallery, Лондон. В 2001, в Deweer Art Gallery в Отегеме прошла персональная выставка художника «Between natural breeding and genetic enginering», на которой были представлены потомки скрещивания «Malinese Bresse’s» и «English Redcap», названные «Mechelse Redcap». После этого порода «Malinese Redcap» была скрещена с американской породой «Jersey Giant»: в реальности, в студии художника в Меувен и «искусственно» (в виде прозрачной курицы из стекла) на художественной ярмарке в Майями, США. Результат скрещивания «Mechelse Giant» стал объектом инсталляции на выставке «3 FEB 2002» (куратор Edith Doove) в Museum Dhondt-Dhaenens в Deurle. «Malinese Giant» была впоследствии скрещена с немецкой породой «Dresdner Huhn». Весной 2003 «Mechelse Dresdner» была скрещена с «Uilebaard» для двух выставок в Амстердаме. В сентябре 2003 прошла вторая персональная выставка Ванмехелена в Deweer Art Gallery — «Koen Vanmechelen — Cosmopolitan Chicken Project — Second Generation: Mechelse Bresse — Sex & Mortality». В ноябре 2003 Ванмехелен предпринял вторую экспедицию в Непал для изучения курицы Bankiva, от которой произошли все домашние породы кур. В то же время было организовано скрещивание Malinese Owlbeard с мексиканской «Louisiana» в Меувене для выведения породы «Mechelse Louisiana».
«The Cosmopolitan Chicken Project» — проект с метафорическим значением, который затрагивает такие современные социальные вопросы как генетические манипуляции, клонирование, глобализация, мультикультурное общество и т. д. Проект стал отправной точкой для большой серии работ, как портреты кур, рисунки, инсталляции, видео и т. д.

## Персональные выставки
| - 2009 «Cosmopolitan Chicken project» Conner Contemporary Art, Вашингтон - 2009 «The Cosmopolitan Chicken Project», Muziekgebouw aan 't IJ, Амстердам - 2009 «Unicorn», 53-я Венецианская биеннале, Венеция - 2009 «Connection», St. Lucas Gallery, Брюссель - 2009 «The Cosmopolitan Chicken Project, Orloff», Deweer Gallery, Otegem - 2008 «Ab Absurdum», Museum Marta Herford, Herford - 2008 «Genesis Expo» CCP 10th Generation, Zentrum Paul Klee, Берн - 2008 «Breaking the Cage — The art of Koen Vanmechelen» Victoria and Albert Museum - 2008 «The Chicken’s Appeal», Museum Valkenhof, Nijmegen - 2008 «CCP 10 generations», K4, Мюнхен - 2008 "The Cosmopolitan Chicken " Debate, Давос - 2007 «CCP Ten Generations», Gallery Deweer, Otegem - 2007 «The Accident», Het Glazen Huis, Lommel - 2007 «After Love», Gallery Deweer, Otegem - 2007 «Clear», William Gallery, Торино - 2007 «CCP», Marijke Scheurs Gallery, Брюссель - 2007 «The Accident», Cornice, Венеция - 2006 «Salvator Globe», Berengo Free Space, Венеция - 2006 «The Accident», curated by Agnes Husslein, Palm Court, Miami Beach | - 2005 «Koen Vanmechelen, Cosmopolitan Chicken Project, Virtual Mechelse Fighters», Deweer Art Gallery, Otegem - 2005 «Red Jungle Fowl — Genus XY», CRAC Alsace, Altkirch - 2004 «Red Jungle Fowl — Genus XY», Provinciaal Museum, Hasselt - 2004 «The Cosmopolitan Chicken Project», Bourbourg - 2004 «Mechelse Dresdner», Galerie K4, Мюнхен - 2003 «The Cosmopolitan Chicken Project», Musée Départemental de l’Abbaye de St. Riquier - 2003 «Cosmopolitan Chicken Project — Desire», De Brakke Grond, Амстердам - 2003 «Cosmopolitan Chicken Project — Mechelse Owlbeard», GEM Den Haag / KunstRAI, Амстердам - 2003 «The Walking Eggs», Cube, Берлин - 2003 «The Cosmopolitan Chicken», De Benne, Blankenberge - 2003 «Koen Vanmechelen — Cosmopolitan Chicken Project — Second Generation: Mechelse Bresse — Sex & Mortality», Deweer Art Gallery, Otegem - 2003 «The Cosmopolitan Chicken», Studium Generale, Роттердам - 2003 «Visible / Invisible», Galerie Tapper, Malmö (S) - 2002 «Artificial Cross-breeding», Berengo Fine Arts, Miami Art Fair - 2002 «Meeting», Deweer Art Gallery, 20th Art Brussels - 2002 «Who’s Calling», Berengo Fine Arts, Mi Art, Милан | - 2002 «Smak, smak», The Mechelse Bresse, S.M.A.K., Гент - 2002 «Crystal Souls», Waterford - 2002 «Crystal Souls», Sofa, Нью-Йорк - 2001 «The Cosmopolitan Chicken», Deweer Art Gallery, Otegem - 2000 «Andrology 2000», Leuven - 2000 «Meat, Meet & Me» (happening) & «Mechelse Bresse», La Feuille d’Or, Dilsen-Stokkem - 2000 Performance «Blood & Colours», Filmfestival, Венеция - 2000 «Walking Eggs», Galerie Arcturus, Париж - 1999 «Mechelse Bresse», Sint-Pietersabdij, Гент - 1999 «Silence», Cultureel Centrum, Leuven - 1999 «Kunst en filosofie» (congres), Oronsko - 1999 «Walking Eggs»(performance) / ‘Made in Murano’, da Cipriani, Венеция - 1999 «Studie Bankiva», De Velinx, Tongeren - 1999 «Walking Eggs», Museo del Vetro, Venezia-Murano - 1998 «Manneke van Glas», Genk, MuHKA Антверпен - 1998 «Beeld B3», Stedelijk Museum, Гётеборг - 1998 «Beeld G1», Universiteit Akureyri, Iceland - 1998 «De Kooi» (performance), Gent, Akureyri Iceland, MuHKA Antwerpen, Гётеборг, Bologna - 1997 «Installatie A1», Cultureel Centrum, Hasselt - 1997 «De Kooi», Tongeren, Hasselt, Geel, Burcht, MuHKA Антверпен |